# Władimir Czirskow
Władimir Grigorjewicz Czirskow (ros. Владимир Григорьевич Чирсков, ur. 24 kwietnia 1935 w miejscowości Pitierka w Kraju Saratowskim (obecnie obwód saratowski)) – radziecki polityk.

## Życiorys
Od 1958 pracował w organizacjach budowlanych przemysłu naftowego, 1971 ukończył Wszechzwiązkowy Zaoczny Instytut Finansowo-Ekonomiczny, został kandydatem nauk ekonomicznych. Od 1958 w KPZR, 1978-1983 zastępca ministra budowy przedsiębiorstw przemysłu naftowego i gazowego ZSRR, 1983-1984 I zastępca ministra, a 1984-1991 minister budowy przedsiębiorstw przemysłu naftowego i gazowego ZSRR. 1986-1990 członek KC KPZR. Deputowany do Rady Najwyższej ZSRR 11 kadencji. Odznaczony Orderem Lenina (1985), Orderem Rewolucji Październikowej (1973) i Orderem Czerwonego Sztandaru Pracy (1971). Laureat Nagrody Państwowej ZSRR (1977) i Nagrody Leninowskiej (1988).